# La lengua asesina
La Lengua Asesina é um filme de comédia e terror de 1996, dirigido por Alberto Sciamma.

## Enredo
Esta história de terror envolve uma mulher escondida com quatro caniches num deserto, nos despojos de uma estação de gás enquanto o seu amigo passa algum tempo na prisão. Um meteorito cai próximo à estação e transforma a mulher num ser alienígena com uma gigantesca língua voraz e os seus caniches são transformados em quatro homens vestidos de mulher. A cena toma proporções mesmo estranhas como o seu amigo escapar da prisão e também encontrar o meteorito, que faz dele uma freira muda, que é convertida numa majorette sexy. Prosseguidos pelos guardas prisionais que estão atrás dele, todo o grupo, eventualmente, entra em conflito.

## Elenco
- Alicia Borrachero ...  Repórter
- Doug Bradley ...  Headwig
- Melinda Clarke ...  Candy
- Michael Cule ...  Frank
- David Dale ...  Heidi
- Jason Durr ...  Johnny
- Danny Edwards ...  Loca
- Robert Englund ...  Chefe Screw
- Terry Forestal ...  Carteiro
- Ricardo Fraguas ...  Fotógrafo
- Mapi Galán ...  Rita
- Alicia Garrigues ...  Freira Cozinheira
- John Hampden ...  TV Host
- Mabel Karr ...  Freira velha
- Kimberly ...  Mimi
- Luchi López ...  Freira Gorda
- Stephen Marcus ...  Ralph, Guarda Prisional
- Jonathan Rhys Meyers ...  Rudolph
- Tusse Silberg ...  Madre Superiora
- José Truchado ...  Ted
- Edward Tudor-Pole ...  Flash
- Richard Waters ...  Vic
- Nigel Whitmey ...  Chip